# Felix Toppo
Felix Toppo (Tongo, 21 novembre 1947) è un arcivescovo cattolico indiano, dal 30 dicembre 2023 arcivescovo emerito di Ranchi.

## Biografia
Felix Toppo è nato il 21 novembre 1947 a Tongo, diocesi di Gumla e stato federato di Jharkhand, nella parte nord-orientale dell'India.
Ha ricevuto l'ordinazione sacerdotale il 14 aprile 1982, trentaquattrenne, per la Compagnia di Gesù.
Il 14 giugno 1997 papa Giovanni Paolo II lo ha nominato, quarantanovenne, 3º vescovo di Jamshedpur; è succeduto al sessantottenne Joseph Robert Rodericks, dimessosi per motivi di salute il 9 gennaio 1996. Ha ricevuto la consacrazione episcopale il successivo 27 settembre, davanti alla Loyola School a Jamshedpur, per imposizione delle mani di Telesphore Placidus Toppo, arcivescovo metropolita di Ranchi, assistito dai co-consacranti Joseph Robert Rodericks e Charles Soreng, vescovo di Hazaribag. Come suo motto episcopale il neo vescovo Toppo ha scelto Adveniat Regnum Tuum, che tradotto vuol dire "Venga il Tuo Regno".
Il 24 giugno 2018 papa Francesco lo ha promosso, settantenne, arcivescovo metropolita di Ranchi; è succeduto al settantottenne cardinale Telesphore Placidus Toppo, dimissionario per raggiunti limiti d'età, che aveva guidato l'arcidiocesi per ben trentatré anni.
Il 30 dicembre 2023 lo stesso papa ha accolto la sua rinuncia al governo pastorale dell'arcidiocesi di Ranchi per raggiunti limiti di età; gli è succeduto Vincent Aind, fino ad allora vescovo di Bagdogra.

## Genealogia episcopale e successione apostolica
La genealogia episcopale è:
- Cardinale Scipione Rebiba
- Cardinale Giulio Antonio Santori
- Cardinale Girolamo Bernerio, O.P.
- Arcivescovo Galeazzo Sanvitale
- Cardinale Ludovico Ludovisi
- Cardinale Luigi Caetani
- Cardinale Ulderico Carpegna
- Cardinale Paluzzo Paluzzi Altieri degli Albertoni
- Papa Benedetto XIII
- Papa Benedetto XIV
- Papa Clemente XIII
- Cardinale Bernardino Giraud
- Cardinale Alessandro Mattei
- Cardinale Pietro Francesco Galleffi
- Cardinale Filippo de Angelis
- Cardinale Amilcare Malagola
- Cardinale Giovanni Tacci Porcelli
- Papa Giovanni XXIII
- Arcivescovo Pius Kerketta, S.I.
- Cardinale Telesphore Placidus Toppo
- Arcivescovo Felix Toppo, S.I.

La successione apostolica è:
- Vescovo Linus Pingal Ekka (2024)